# Кустарниковая свинья
Кустарниковая свинья (лат. Potamochoerus larvatus) — вид из семейства свиней (Suidae). Обитает в Африке и на острове Мадагаскар, где является единственным видом диких копытных животных. Одно время считалась подвидом кистеухой свиньи.
Коренные жители Мадагаскара называют её «ламбу».

## Внешность
Туловище кустарниковой свиньи покрыто длинной рыжеватой или желтоватой щетиной. У западной разновидности кустарниковой свиньи, обитающей на Мадагаскаре — густая светлая грива, а чёрные щёки обрамляют белые щетинки. Клыки кустарниковой свиньи заметно меньше, чем у кабана. Крупный самец может весить до 70 кг. Длина тела составляет 100–150 см. Уши и длинный хвост имеют небольшие кисточки на кончиках. Поросята рождаются с коричневыми и желтыми полосами, которые исчезают в течение нескольких месяцев.

## Распространение
Обитают в Африке и на Мадагаскаре, а также на Майотте.

## Питание
Кустарниковые свиньи всеядны, они питаются корнями, клубнями и плодами, а также насекомыми, небольшими беспозвоночными и падалью.

## Размножение
В октябре — декабре самка кустарниковой свиньи рожает от одного до шести детёнышей. Беременность длится 120–127 дней, период грудного вскармливания — до 2–4 месяцев. Кабаны вместе с самками обеспечивают защиту потомства. В возрасте около 6 месяцев молодые особи становятся самостоятельными и покидают семью. Половая зрелость наступает в 18–21 месяц. Продолжительность жизни в дикой природе составляет около 20 лет.

## Кустарниковая свинья и человек
Эти звери не очень боятся человека. Они выходят на поля, роются там в почве в поисках корней, насекомых и червей, и наносят большой вред посевам. На Мадагаскаре для охоты на них крестьяне используют специально обученных собак.

## Происхождение обитающих на Мадагаскаре кустарниковых свиней
Возможно, предки кустарниковой свиньи попали на остров в плейстоцене, вместе с ныне вымершим мадагаскарским карликовым бегемотом. Возможно также, что их завёз туда человек. В деревнях Восточной Африки кустарниковых свиней изредка содержат в полувольных условиях как домашних животных.